# Aegyptopithecus

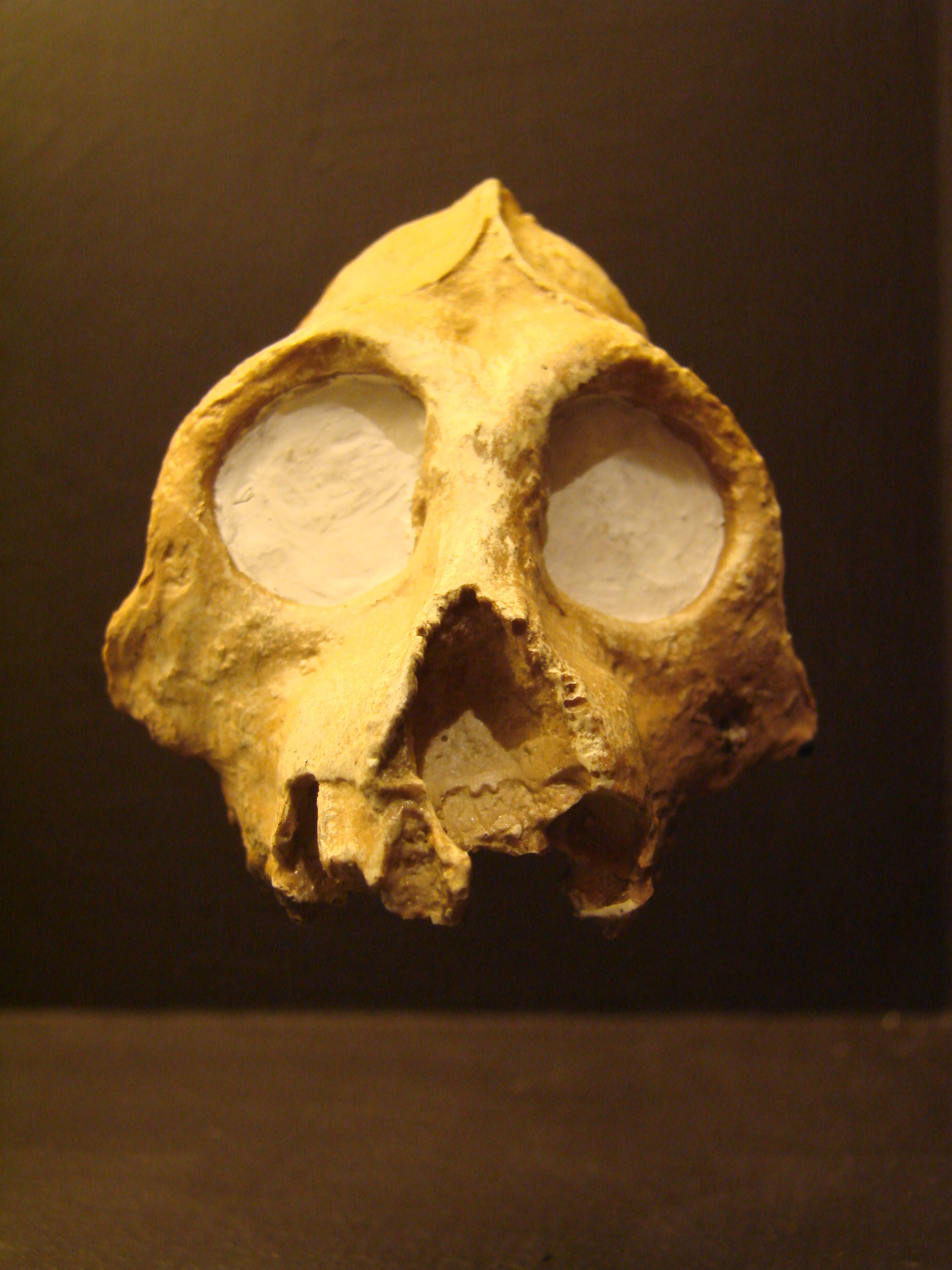
Cráneo fósil de Aegyptopithecus. Tenía una capacidad craneana rondando los 30 cm³.

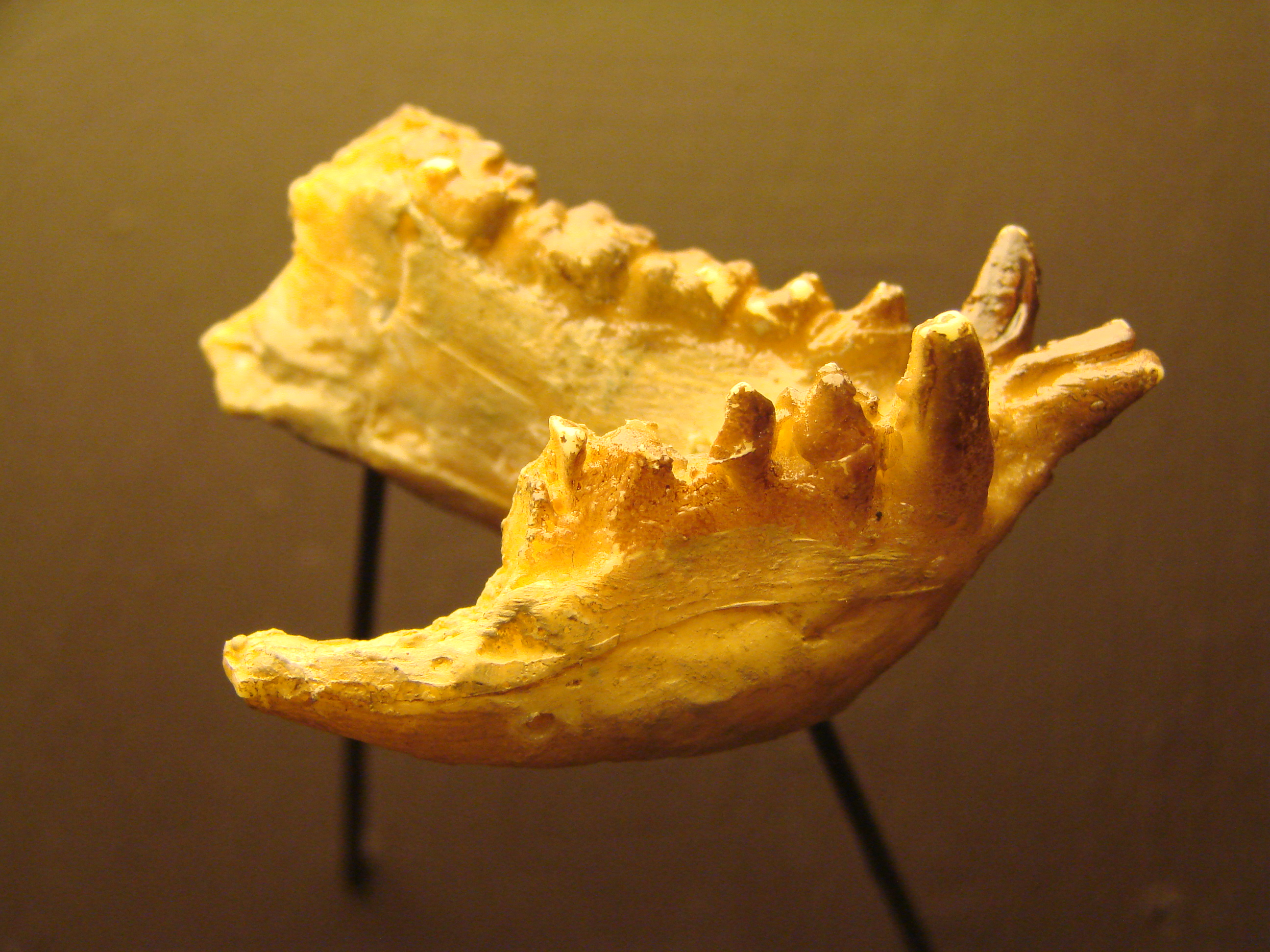
Parte del dimorfismo sexual radicaba en el tamaño de los colmillos.

Aegyptopithecus es un primitivo catarrino fósil anterior a la divergencia que dio lugar a los dos superfamilias de catarrinos, Hominoidea (grandes simios y humanos) y Cercopithecoidea (monos del Viejo Mundo). El primer cráneo fue encontrado en 1966 y se conoce una sola especie A. zeuxis que vivió hace 35-38 millones de años, al inicio del Oligoceno.

Es bastante semejante a los actuales monos (tiene la misma talla que el mono aullador, Alouatta). Los fósiles de Aegyptopithecus se han encontrado en El Fayum (Egipto). Es un enlace crucial entre los fósiles del Eoceno y los homínidos del Mioceno.

## Características
Aegyptopithecus zeuxis debió pesar unos 6,7 kg. Tenía una fórmula dental 2:1:2:3, tanto en la mandíbula superior como en la inferior, con los molares inferiores en incremento posteriormente. Los molares muestran la adaptación llamada de compartimentalización. Los caninos mostraban dimorfismo sexual. Su morfología dental sugiere que comía hojas y frutas. Tenía hallux en los pies. Era cuadrúmano y arborícola, como lo sugiere la morfología del primer metatarsiano y del talón
Aegyptopithecus zeuxis compartía características con los haplorinos, como la mandíbula fusionada, sínfisis frontal, clausura postorbital, y tori superior e inferior transversal.
El Aegyptopithecus tenía un cerebro inusualmente pequeño para un primate. Se considera un antepasado común de los monos del viejo y del nuevo mundo, o por lo menos pariente cercano de alguno de ellos.

## Fósiles de Aegyptopithecus
Algunos de los fósiles más significativos de la especie están catalogados como:
- CGM 26901, holotipo de la especie.
- CGM 40237 (YPM 23975) ‘Grant’.
- CGM 42842.
- CGM 85785.
- DPC 3161.
- DPC 2803.